# Shōkei

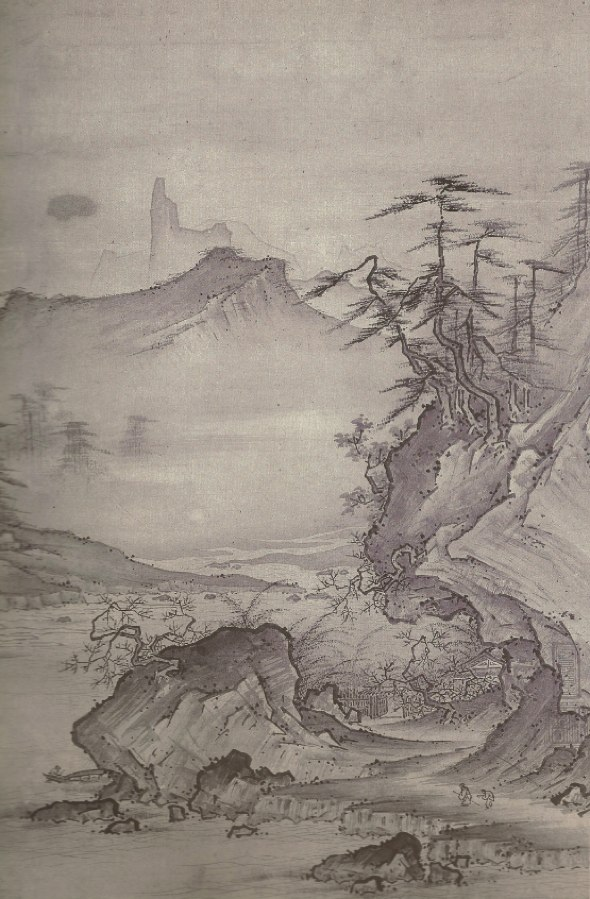
Shōkei: Landschaft

Shōkei (japanisch 祥敬, auch Kenkō Shōkei (賢江祥敬); tätig zwischen 1478 und 1506) war ein japanischer Mönche-Maler der Muromachi-Zeit.

## Leben und Werk
Shōkei war ein Mönch-Maler, aktiv Ende des 15. bis Anfang  des 16. Jahrhunderts. Da er die Position des Schriftführers des Kenchō-ji, eines der bedeutenden Tempel Kamakuras, innehatte, wird er häufig auch Kei Shoki genannt. 1478 ging er nach Kioto und studierte Malerei unter Geiami (芸阿弥; 1431–1485). Durch Geiamis Vermittlung war es Shōkei möglich, die chinesischen Bildwerke im Besitz des Muromachi-Shounats zu sehen: sie wurden offensichtlich eine Grundlage für seine eigenen Arbeiten. Als er 1480 nach Kamakura zurückkehrte, gab ihm Geiami das Bild „観瀑図“ (Kambaku zu, Betrachten eines Wasserfalls) mit.
Danach blieb Shōkei in Kamakura und widmete sich ganz der Malerei. In dieser Zeit schuf er Werke wie „富士山図“ (Fujisan zu, Berg Fuji) im Jahr 1490, „Sōsessai zu“ (Hütte im Schnee; 1499) und 1500 „喜江禅師像“ (Kikō Zenji zō, Bild des Zen-Priesters Kikō). Wie diese Aufzählung zeigt, schuf Shōkei Bilder ganz verschiedenen Typs, Landschaften, Blumen-und-Vögel Bilder und Porträts. Damit übte er einen großen Einfluss auf die Entwicklung der Malerei im Kantō-Gebiet aus.